# Borocera cajani
Borocera cajani, también conocida como landibe en malgache,es una especie de polilla lasiocámpida productora de seda endémica de Madagascar que a menudo se confunde con Borocera madagascariensis, que tiene el mismo nombre en malgache. Sin embargo, B. cajani es la especie asociada a la producción de seda en las tierras altas de Madagascar, mientras que B. madagascariensis se encuentra en la parte costera de la isla.
La polilla landibe se distribuye por los bosques de tapia de las tierras altas del interior de Madagascar, incluidas las zonas del macizo de Imamo [fr] e Itremo, el Parque Nacional de Isalo y el Col des Tapia.Vuela todo el año dentro del bosque de tapia.
B. cajani produce una forma de seda salvaje que los indígenas malgaches de las tierras altas de Madagascar cosechan desde hace cientos de años. La producción y el tejido de la seda tienen lugar en diferentes comunidades. Un centro local de producción de seda landibe es la ciudad de Sahatsiho Ambohimanjaka, en el centro de Madagascar. La seda landibe silvestre es más gruesa que la del gusano de seda común Bombyx mori.

## Historia vital
B. cajani es bivoltina y su ciclo vital es sincrónico con el de la polilla Europtera punctillata. Se ha sugerido que la especie es trivoltina y carece de fase de diapausa pupal. Se ha observado que tiene ciclos vitales asincrónicos dependiendo de la ubicación, siendo la razón probable que la región de Imamo sea ligeramente más cálida y húmeda en comparación con la región de Itremo.
La primera generación de huevos se pone de noviembre a enero, y la segunda de marzo a abril. Las larvas están activas de noviembre a febrero y de marzo a junio/julio. Las pupas aparecen de febrero a marzo y de julio a noviembre. Existen cinco estadios larvarios. Las pupas de la segunda generación son más numerosas que las de la primera. El ciclo vital completo dura entre 102 y 192 días.
B. cajani se alimenta de las siguientes plantas: Uapaca bojeri, Aphloia theiformis, Erica baroniana, Psychotria retiphlebia, Aristida rufescens, Saccharum viguieri, Imperata cylindrica, Dodonaea madagascariensis, Schizolaena microphylla, Sarcolaena oblongifolia y Loudetia madagascariensis.De estas plantas hospedadoras, Uapaca bojeri, el árbol de la tapia, constituye la inmensa mayoría del alimento de B. cajani. Sin embargo, se ha demostrado experimentalmente que prefiere otro árbol, el voafotsy (Aphloia theaeformis).
B. cajani es presa de una gran variedad de aves, murciélagos, reptiles, mantis depredadores, hormigas y arañas. Es parasitada por avispas icneumónidas y bracónidas, así como por la mosca taquínida Synthesiomyia nudiseta. Está sujeta a enfermedades como la Pébrine, la Muscardine y la Flacherie.

## Interacciones humanas

### Como alimento
B. cajani se considera un manjar para los malgaches. Lo comen en estado de pupa, frito o mezclado con pollo y arroz.Sólo se comen las pupas, no las larvas.Los malgaches llaman a las larvas zana-dandy.

### Como recurso
Los malgaches cosechan regularmente los capullos de B. cajani, a los que llaman soherina. Las mujeres cosechan la seda landibe y la tiñen con tintes vegetales, barro y carbón vegetal para darle colores terrosos.Se calcula que unas 10.000 familias trabajan en la industria de la seda en Madagascar.Debido a su rareza, la seda landibe puede venderse a precios elevados, que oscilan entre 100 y 200 dólares estadounidenses por unos pocos metros.Durante el periodo colonial, las autoridades francesas intentaron controlar la industria de la seda landibe, y crearon un centro de investigación.Joseph Gallieni escribió que la seda landibe era una "cuestión importante que afecta directamente al futuro económico de Madagascar", y que los límites de los distritos se planificaban en función de los ingresos esperados de la seda en los bosques de tapia.Más tarde se consideró que su calidad era inferior a la de la seda Bombyx mori, conocida localmente como landilikely.
Los malgaches enterraban a los difuntos en sudarios de seda de capullos de B. cajani y exhumaban los cadáveres cada 5-10 años para volver a envolverlos en seda landibe, una práctica conocida como famadihana o famonosan-drazana.Las mortajas de landibe teñidas de rojo se conocen como lambamena en lengua malgache, mientras que las de tonos más claros se conocen como lambalandy, que se envuelven sobre la capa inicial de lambamena.La práctica de la famadihana es importante, ya que constituye una forma de culto razana. La práctica consiste en vestir al cadáver y honrarlo al mismo tiempo. Negarse a amortajar un cadáver se considera despojarlo de su condición de ser humano y de su veneración.
Junto con las mortajas funerarias, la seda landibe se utiliza para confeccionar prendas lamba. La lamba suele considerarse un símbolo malgache icónico para la población de la diáspora, que la lleva para representar su herencia cultural. Durante el reinado de Radama I, la seda landibe se utilizaba para confeccionar atuendos occidentales como trajes y, en la actualidad, puede emplearse para confeccionar moda de alta gama.Algunas personas mayores tienen en alta estima esta seda y creen que sólo la nobleza y los ancianos pueden llevarla, debido a su asociación con las prácticas de Famadihana.

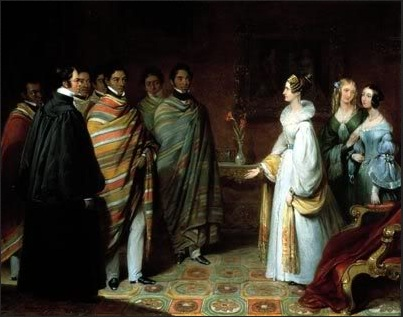
Embajada de Madagascar en Gran Bretaña durante el reinado de la reina Ranavalona I, con túnicas de seda landibe. Pintura de Henry Room, anterior a 1850

## Conservación
B. cajani no figura actualmente en la Lista Roja de la UICN. Sin embargo, un estudio local señaló que la especie estaba "en peligro crítico" en su hábitat local, el bosque de tapias. De una producción de 100 toneladas en 1902, la seda landibe ha descendido a una producción de 43 toneladas en 2009. Históricamente, el descenso se atribuyó al zavadolo o asuntos espirituales, así como a la falta de soron-dandy, un ritual para garantizar una gran producción de seda.
Una amenaza indirecta para los gusanos de seda han sido los incendios de matorrales provocados por los dahalo, bandidos que queman los bosques de tapia de donde son originarias las polillas para cubrir sus huellas durante los robos, junto con la deforestación para obtener leña.

## Galería

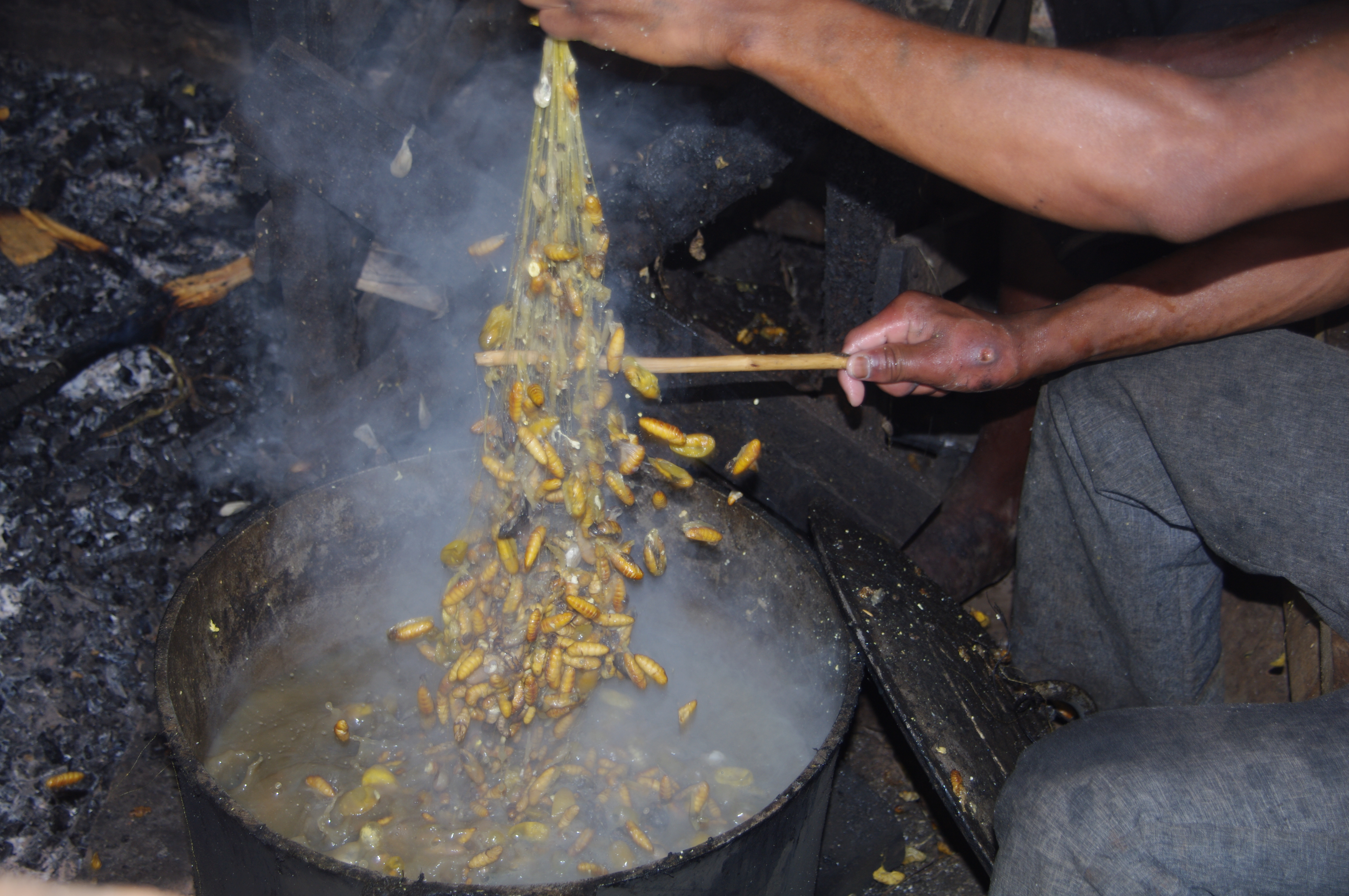
Herviendo la soherina (pupae).
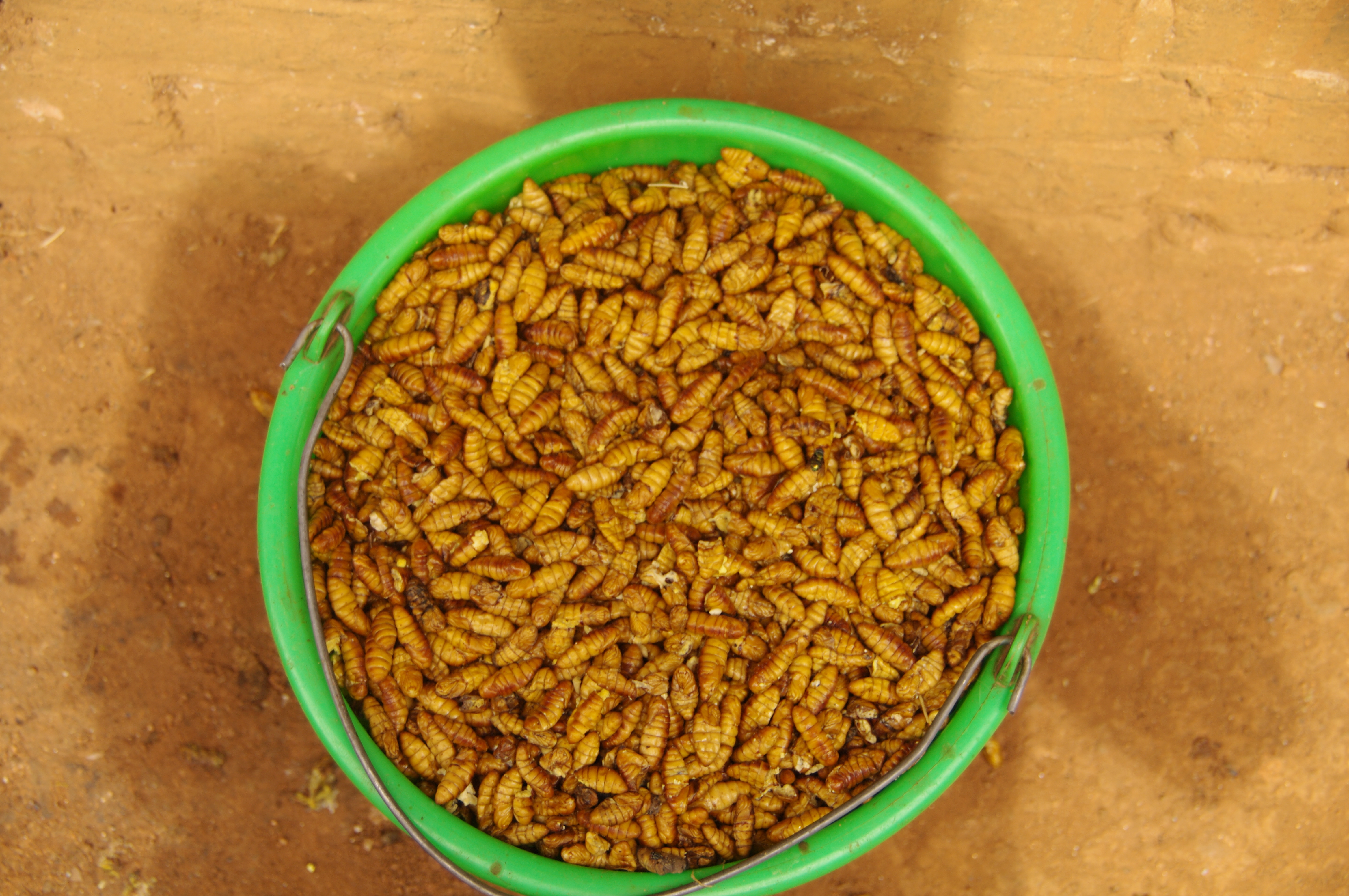
Las crisálidas extraídas
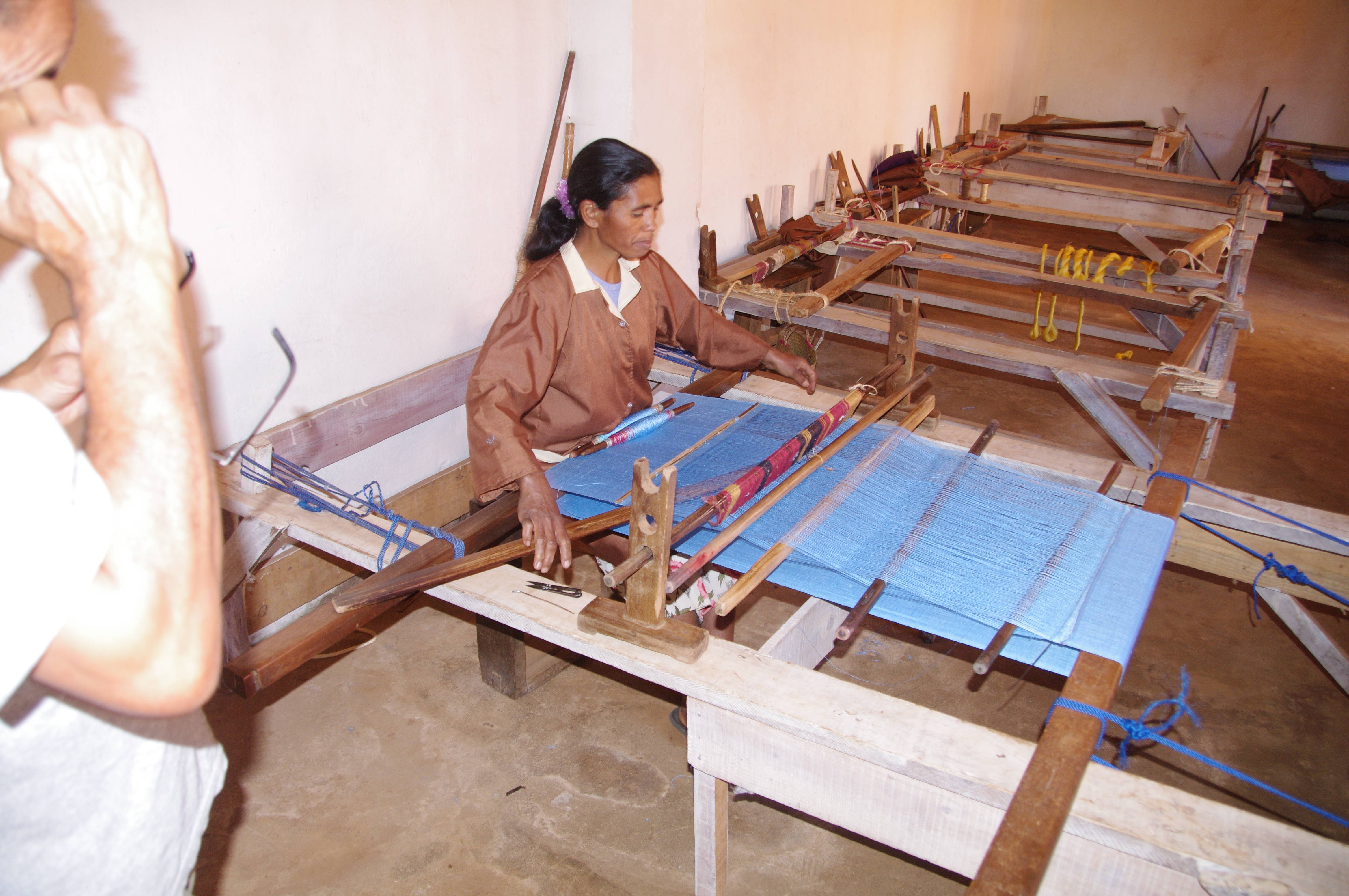
Tejido a mano de seda landibe